# Palomar Observatory Sky Survey
Der Palomar Observatory Sky Survey (POSS, nach dem Palomar-Observatorium) war die wichtigste photographische Durchmusterung des nördlichen und äquatorialen Himmels in der zweiten Hälfte des 20. Jahrhunderts.

## POSS-I
Der erste Palomar Observatory Sky Survey wurde mit Unterstützung der National Geographic Society seit 1948 vom California Institute of Technology durchgeführt und 1958 abgeschlossen. Aufnahmeinstrument war das große Schmidt-Teleskop („Big Schmidt“, Hauptspiegel 180 cm, freie Apertur 120 cm, Brennweite 300 cm) am Mount Palomar-Observatorium. Der Survey reicht auch über große Teile des Südsternhimmels und zeigt alle Sterne und Galaxien bis etwa zur 22. Größenklasse. 
Die einzelnen Fotoplatten decken jeweils etwa 6° × 6° am Himmel ab. Jedes Gebiet wurde zweimal beobachtet, einmal mit einer blauempfindlichen Kodak 103a-O-Fotoplatte und einmal mit einer rotempfindlichen Kodak 103a-E-Platte. Dadurch enthält der POSS auch Information über die Farbe der beobachteten Himmelsobjekte, womit z. B. für Sterne der Spektraltyp sehr grob geschätzt werden kann. Die Empfindlichkeit hängt von den Aufnahmebedingungen der einzelnen Platte ab, im Blauen wurde etwa die 22. Größenklasse erreicht.
Die ursprüngliche POSS-Durchmusterung umfasste das Gebiet vom nördlichen Himmelspol bis zu einer Deklination von −33°. In späteren Jahren wurde der POSS durch eine südliche Ergänzung auf 100 rotempfindlichen Fotoplatten, die Whiteoak-Extension, bis zu einer Deklination von −45° erweitert. Durch die ESO/SERC-Durchmusterung des Südhimmels, den ESO/SERC Southern Sky Survey (Abdeckung von −20° bis zum Himmelssüdpol), wurde schließlich der gesamte Himmel abgedeckt. 
Der erste POSS umfasst 936 Plattenpaare und ist noch heute durch seine vollständige Himmelsabdeckung von großer Bedeutung. Erst in Teilbereichen wurde mit dem Sloan Digital Sky Survey eine wesentlich bessere Himmelsdurchmusterung gewonnen. Der POSS ist die Quelle für viele Kataloge verschiedener astronomischer Objektklassen und war oft Ausgangspunkt für detaillierte Untersuchungen einzelner Objekte.
An vielen Observatorien waren Papierkopien des POSS ein wichtiges Arbeitsmittel, an einzelnen Orten auch genauere Kopien auf Glasplatten. Seit 1994 ist auch eine digitalisierte Version verfügbar (Digitized Sky Survey), die über verschiedene Datenzentren im Web zugänglich ist. Er liefert nach wie vor eine wichtige Basis für astronomische Analysen und Entdeckungen – z. B. Stellarstatistik, Prä- und Postnovae, Veränderliche Sterne, ferner für die Bahnbestimmung von Asteroiden und Kometen und für die Erforschung der Galaxienhaufen.

## POSS-II
Seit den 1980er Jahren wurde mit instrumentellen Verbesserungen und besseren photographischen Platten ein zweiter Palomar Observatory Sky Survey (POSS II) durchgeführt. In seinem Rahmen wurden die Himmelsfelder nicht nur auf blauempfindliche (Kodak IIIaJ) und rotempfindliche (Kodak IIIaF) Fotoplatten aufgenommen, sondern auch im nahen Infrarot (Kodak IVN). Diese Durchmusterung ist nicht nur durch ihre besseren Daten, sondern in Kombination mit dem ersten POSS auch für die Untersuchung von Sternbewegungen und veränderlichen Objekten wichtig.
Der POSS II besteht aus 3 × 897 Platten und konnte 1999 abgeschlossen werden. Da sich die Felder stärker überlappen als beim ersten POSS, wurde trotz der hohen Anzahl an Fotoplatten nur der nördliche Himmel bis zum Himmelsäquator abgedeckt. Die Lücke zwischen POSS II und dem ESO/SERC Southern Sky Survey wurde im Deklinationsbereich zwischen 0° und −15°  durch die Atlanten SERC-EJ (blauempfindliche Platten) und SERC-ER (rotempfindliche Platten)geschlossen.
Der POSS-II wurde von der ESO zwischen 1994 und 2001 auf Filmmaterial vervielfältigt und vertrieben. Auf Grund des hohen Preises ist der POSS II bei weitem nicht so verbreitet wie der POSS I, findet sich aber in allen bedeutenden Sternwarten und astronomischen Instituten. 
Aus den digitalisierten Platten von POSS I und POSS II sowie der südlichen Ergänzung dazu wurde am US Naval Observatory der bisher umfangreichste Sternkatalog zusammengestellt, der USNO-B, sowie der Digitized Sky Survey II (DSS-2). Beide Werke verzeichnen die Positionen und Helligkeiten von über einer Milliarde Sternen und Galaxien.